# 김태성 (작곡가)
김태성은 대한민국의 작곡가이자 프로듀서이며, 아이코닉사운즈(iconic sounds)의 대표이다.
데이비드 킴(David Kim) 또는 DK로도 알려져있다.